# جيف شريف
جيف شريف (بالإنجليزية: Jeff Shreve) هو صحفي رياضي أمريكي، ولد في 14 مايو 1965 في كانتون في الولايات المتحدة. عمل مع كلفلاند براونز من الدوري الوطني لكرة القدم، وجامعة أكرون لكرة القدم وكرة السلة للرجال، ومؤتمر منتصف أمريكا والمذيع العام السابق لفريق كليفلاند كافالييرز من الرابطة الوطنية لكرة السلة وفريق كانتون شارج من دوري الرابطة الوطنية لفئة التطوير.